# Enantato de trembolona
Enantato de trembolona (nomes comerciais Trenabol, Trembolona Enantato) conhecido cientificamente por 19-nor-δ9,11-testosterone 17β-enanthate ou 19-norandrost-4,9,11-trien-17β-ol-3-one 17β-enanthate é um esteroide anabolizante, derivado da 19-nortesterona. É um éster da trembolona. É uma versão sintética que nunca foi vendida legalmente. O enantato de trembolona é utilizado em estudos científicos, os quais verificam sua eficiência nos músculos e no restante do corpo de ratos. Também é utilizado/comprado no mercado negro de anabolizantes, utilizado por fisiculturistas.